# سوق الزواج البابلي
سوق الزواج البابلي (بالإنجليزية: The Babylonian Marriage Market) هي لوحة بريشة الرسام البريطاني إدوين لونغ عام 1875. اللوحة مستوحاة من مقطع تاريخي من كتاب تاريخ هيرودوت للمؤرخ الأغريقي هيرودوت، ظهرت اللوحة لأول مرة في الأكاديمية الملكية عام 1875 وأشاد الناقد الفني جون راسكن باللوحة وسلط الضوء على التشابه بين موضوعها وممارسات الزواج الأوروبية الحديثة. يتم الاحتفاظ بها حاليًا في معرض الصور في كلية رويال هولواي.

## الوصف
وجد إدوين لونغ موضوع لوحته “سوق الـزّواج البابلي” في كتاب المؤرّخ اليوناني هيرودوت (تاريخ هيرودوت) الّذي زار بابل في القرن الخامس قبل الميلاد أي بعد أن سقطت الدّولة البابلية المتأخّرة وعاصمتها بأيدي الفرس الإخمينيين. كذلك قام الفنان بشق الأنفس بنسخ بعض الصور من القطع الأثرية الآشورية في المتحف البريطاني. وقد ترجمتُ مقاطع هيرودوت المتعلّقة ببلاد ما بين النّهرين في كتاب (بلاد ما بين النّهرين في تاريخ هيرودوت). وفي ما يلي المقطع المتعلّق بسوق الزّواج والذي أقتبس منه الفنان موضوع لوحتة (وهو المقطع 196 في الجزء الأوّل من كتاب تاريخ هيـرودوت):
«أمّا عن القوانين السّائرة عندهم فهذه هي: وأكثرها حكمة في رأيي ما سأذكره، يقام في كلّ بلدة، مرّة كلّ عام حفل تجمع فيه كلّ الفتيات اللاتي بلغن سنّ الزّواج في نفس المكان، ويتجمّع الرّجال حولهنّ. ويطلب منادٍ كلّف بذلك منهنّ أن يقفن الواحدة بعد الأخرى يعرضهنّ للشّراء، ويبدأ بأجملهنّ. وبعد أن تباع بثمن باهظ، يعرض بالمزاد الثّانية الأقلّ منها جمالاً بقليل، وهكذا حتّى يبيعهنّ جميـعاً لرجال يتزوجونهنّ. ويتنافس رجال بابل البالغين سنّ الزّواج من الأغنياء منهم على الفتيات الأكثر جمالاً، أمّا النّاس البسطاء فلا يهتمون بالجمال، وتُعطى لهم مبالغ من المال إن تزوجوا بالفتيات الأشدّ قبحاً، وهكذا ينفق المال الّذي جمع من تزويج الجميلات لتزويج القبيحات وذوات العاهات. ولم يكنّ لأحد الحق في تزويج ابنته بمن يشاء، وليس لأحد الحقّ في اصطحاب الفتاة الّتي اشتراها من غير كفلاء يكفلون بأنّه سيتزوّجها. وإن لم يحلّ الوفاق بين الزّوجين فالقانون ينصّ على أن يعاد للرّجل المال الّذي اشترى به المرأة. وكان يسمح أيضاً لأهل البلدات المجاورة بأن يشاركوا في المزاد. وكان هذا قانوناً لا ميل له في الجودة ولكنّه أهمل الآن ولم يعد له استعمال. وقد تبنّوا منذ فترة قصيرة من الزّمن قوانين أخرى ليحموا بناتهنّ من أن تساء معاملتهنّ أو أن يأخذن إلى بلد غريب، فمنذ سقوط بابل الّتي نتج عنها خرابهم وتعاستهم، أجبر النّاس المدقعون في الفقر على دفع بناتهم للدعارة.» 
وعندما نقرأ ما نشر عن اللوحة بعد عرضها نجد أنّ الغالبية المطلقة من الّذين شاهدوها لم يفهموا عنوانها لأنّهم لم يقرأوا نصّ هيرودوت، وتصوروا أنّه رسم سوقاً للإماء تباع فيها النّساء وتشترى. وقد جاء جزء من نجاح اللوحة من سوء الفهم هذا ومن أستنكار الزّوّار “المتحضرين” لهذه “الممارسات البربرية “، في حين أنّ هيرودوت ذكرها كأكثر القوانين حكمة، وتأسّف لأنّ أهل بابل تركوها بعد أن سقطت المدينة بأيدي الفرس.
اللوحة مع ذلك أكاديمية كلاسيكية تقليدية التّنفيذ، لا تتعدى قيمتها الفنّية الدّقة البالغة في رسم الأشخاص والمهارة والتّحكّم بتوزيع الألوان والضّوء والظّل، وهذا ما كان يتقنه كلّ الفنّانين المحترفين ويبلغونه بعد سنوات طويلة من الممارسة والتّمرين. وما يميّز هذه اللوحة عن غيرها هو محاولة الفنّان التزام الدّقة التّاريخية فقد كان مشغوفاً بالآثار الشّرقية كونة فنان مستشرق كان مغرماً بالمنحوتات الآشورية التي تأمّلها في المتحف البريطاني في لندن والّتي رسمها في لوحته بتفاصيلها وجزئياتها وألوانها. 
وقد أستمرّ نجاح هذه اللوحة إلى بداية القرن العشرين فقد استوحاها المخرج والمنتج الأمريكي الشهير ديفيد غريفيث عندما أخرج في عام 1916 فلمه الصّامت (التعصب : صراع الحب عبر القرون)، المشهد الّذي تعرض فيه بطلت الفلم للزّوّاج في بابل مأخوذ بالكامل بأشخاصه وديكوراته من لوحة إدوين لونغ.